# 亀山慶二
亀山 慶二（かめやま けいじ、1959年（昭和34年）1月18日 - ）は、日本のジャーナリスト、実業家。テレビ朝日代表取締役社長、テレビ朝日ホールディングス（テレビ朝日HD）取締役を務めた。東京都出身。

## 来歴・人物
1982年（昭和57年）早稲田大学法学部卒業後、全国朝日放送株式会社（テレビ朝日）入社。
2003年（平成15年）、看板番組の「ニュースステーション」が久米宏の希望で終了することになった際、早河洋編成制作局長（現：テレビ朝日HD会長）と同編成部長だった亀山が水面下で後任キャスターなどを考え、報道局とも連携して古舘伊知郎を担ぎ出し、「報道ステーション」をつくって、成功させた。
2005年（平成17年）6月テレビ朝日HD編成制作局長、09年6月テレビ朝日HDコンテンツビジネス局長、10年6月テレビ朝日HD取締役、14年4月テレビ朝日取締役、14年6月テレビ朝日常務（総合編成局/スポーツ局担当）。
2019年（令和元年）6月27日付でテレビ朝日社長に昇格するが、経費の私的流用により、22年2月10日付でテレビ朝日社長・COO、テレビ朝日HD取締役を辞任した。
ほかに、BS朝日監査役、シーエス・ワンテン取締役、東映アニメーション社外取締役、北海道テレビ放送取締役、名古屋テレビ放送取締役、朝日放送グループHD取締役、ビデオリサーチ取締役なども務めた。